# Kendama

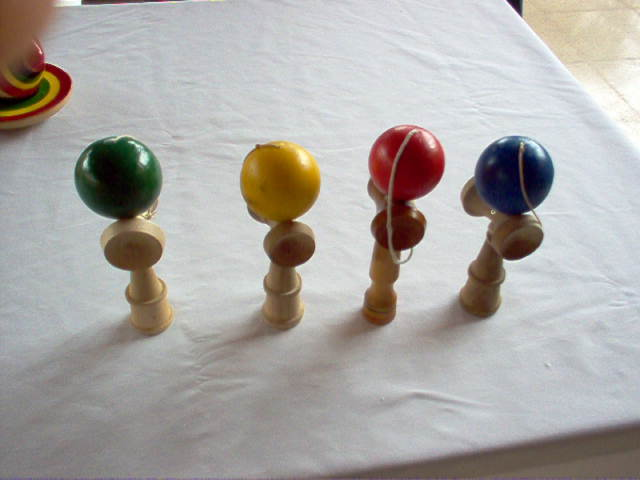
Kendama

El kendama (けん玉?) es un juguete originario de Japón considerado un deporte de habilidad o disciplina competitiva. Es un objeto hecho normalmente de madera, con apariencia de martillo, rematado por una púa y unido a una bola mediante una cuerda. La bola tiene un agujero en la parte inferior, situado en el lado opuesto de la cuerda. En la terminología específica del juego (derivada, en su mayor parte del japonés), el «martillo» recibe el nombre de ken, mientras que la bola recibe el nombre de tama.
Un kendama presenta tres concavidades, llamadas «platos» o «copas»: una en el extremo del mango opuesto a la púa (middle cup/dish, base cup/dish), y las dos restantes a ambos lados de la «cabeza del martillo». De estas dos, una es de mayor tamaño, por lo que recibe el nombre de big cup/dish, mientras que a la otra se la llama small cup/dish.
Habitualmente, se juega al kendama intentando realizar con éxito diversos trucos preestablecidos, que suelen consistir en combinaciones de distintos movimientos que, bien ejecutados, finalizan con la bola ensartada en la púa o bien en equilibrio sobre alguna de las superficies del ken.

## Contexto Histórico
Según la literatura histórica, se cree que el Kendama surgió de los juguetes de tipo Copa y Bola. En este grupo se incluyen el tipo copa con una bola en una cuerda y el otro tipo es un pincho de madera con una bola o pieza de madera con forma de barril y un agujero conectado por una cuerda. El primer tipo se conoce con una variedad de nombres en todo el mundo, aunque en muchos países de habla inglesa simplemente como "Cup & Ball". En Alemania, por ejemplo, se lo conoce como "Fang die Kugel".
Este segundo tipo se popularizó en Francia en el siglo XVI y se lo denomina “Bilboquet”. En los países de habla hispana y portuguesa se lo conoce como Boliche, Balero, Bilboquê, Emboque, Coca y Perinola. Se cree que el Kendama es una combinación y un refinamiento de estos dos tipos de dispositivos de copa y bola.
No hay evidencia clara de cuándo se introdujeron los dispositivos de Copa y Bola en Japón, pero se menciona por primera vez en la enciclopedia " Kiyusyoran " alrededor de 1777-1778. El único puerto comercial durante ese período estaba en Nagasaki, por lo que es probable que se introdujera allí. En ese momento, el Kendama no era un juguete para niños, sino un juego de beber para adultos en un bar. Sin embargo, según la guía de educación infantil "Dojo-sen", publicada en 1876, el Kendama se introdujo como "Copa y Bola". Se cree que durante los siguientes 100 años, el kendama pasó de ser un dispositivo para adultos a un juguete para niños.
El auge del kendama comenzó en Japón en la década de 1930. En cada zona se crearon diversos juegos de kendama como juguete o entretenimiento. Issei Fujiwara fundó en 1975 la Asociación Japonesa de Kendama (JKA) para ayudar a establecer el Kendama como deporte y promoverlo formalmente en Japón,
 Issei viajó incansablemente por todo Japón con el objetivo de convertir el kendama en un deporte, organizando reglas y celebrando torneos nacionales. 
Para difundir el kendama por todo Japón y convertirlo en un deporte genuino, era necesario unificar el diseño del kendama y las técnicas. Los miembros de la JKA hicieron intensos esfuerzos para estudiar, crear y organizar reglas unificadas. También mejoraron la funcionalidad del propio kendama y se les ocurrieron varias ideas para hacer que el kendama fuera más fácil de usar.  El Kendama se ha transformado de un juego tradicional japonés a ser considerado un deporte que ha adquirido su mayor auge desde el inicio del siglo XXI.

## Composición Básica del Kendama
- Copa: Hay tres copas en un kendama, una grande en la parte inferior, y dos más pequeñas en los lados. Estas copas son donde el jugador intenta hacer aterrizar la bola, un componente fundamental del juego.

- Pico: El pico es una pieza puntiaguda en la parte superior del kendama. Es otra superficie donde la bola puede aterrizar durante las jugadas, lo que agrega más dificultad y variabilidad a los trucos.

- Bola: La bola está conectada al kendama mediante un cordón. Esta bola se debe atrapar y equilibrar en las diferentes partes del kendama (como el pico o las copas) durante las jugadas. La bola suele ser de madera y tiene un agujero central donde se engancha al cordón.

- Cordón: El cordón conecta la bola al kendama, permitiendo al jugador lanzarla y atraparla repetidamente mientras realiza diversos trucos. La longitud y elasticidad del cordón pueden variar dependiendo del modelo del kendama.

## Estructura y terminología
| \| \| 1. Martillo (剣 ken?). 2. Púa (剣先 kensaki?). 3. Plato grande (大皿 ōzara?). 4. Plato inferior (中皿 chūzara?). 5. Plato pequeño (小皿 kozara?). 6. Bola (玉 tama?). 7. Agujero (穴 ana?). \| 8. Cuerda (糸 ito?). 9. Cuerpo del plato (皿胴 saradō?). 10. Arista del plato pequeño (小皿のふち kozara no fuchi?). 11. Arista del plato grande (大皿のふち ōzara no fuchi?). 12. Parador (すべり止め suberidome?). 13. Fondo (けんじり kenjiri?). 14. Agujero para la cuerda (糸取り付け穴 ito toritsuke ana?). \| \| | | |  |
| | 1. Martillo (剣 ken?). 2. Púa (剣先 kensaki?). 3. Plato grande (大皿 ōzara?). 4. Plato inferior (中皿 chūzara?). 5. Plato pequeño (小皿 kozara?). 6. Bola (玉 tama?). 7. Agujero (穴 ana?). | 8. Cuerda (糸 ito?). 9. Cuerpo del plato (皿胴 saradō?). 10. Arista del plato pequeño (小皿のふち kozara no fuchi?). 11. Arista del plato grande (大皿のふち ōzara no fuchi?). 12. Parador (すべり止め suberidome?). 13. Fondo (けんじり kenjiri?). 14. Agujero para la cuerda (糸取り付け穴 ito toritsuke ana?). |  |